# Zephronia alticola
Zephronia alticola är en mångfotingart som beskrevs av Carl Graf Attems 1936. Zephronia alticola ingår i släktet Zephronia och familjen Zephroniidae. Utöver nominatformen finns också underarten Z. a. bengalica.